# اونگکوویتسه
اونگکوویتسه (به لهستانی:  Unikowice) یک روستا در لهستان است که در گمینا پاچکوو واقع شده‌است. اونگکوویتسه ۳۶۰ نفر جمعیت دارد.